# Betula dolicholepis
Betula dolicholepis är en björkväxtart som beskrevs av Ovcz., Czukav. och Shibkova. Betula dolicholepis ingår i släktet björkar, och familjen björkväxter.
Artens utbredningsområde är Tadzjikistan. Inga underarter finns listade.